# 郭曙
郭曙（8世纪752年后—800年代），郭子仪第七子，母霍国夫人王氏。唐朝官员。
唐代宗朝，累官至司农卿。大历十二年（777年），母亲王氏逝世时，郭曙为银青光禄大夫、守殿中少监。建中二年（781年），丁父忧。建中三年冬，舒王李谊为淮西、山南诸大元帅，以郭曙为检校左庶子，为元帅府都押牙。兄长郭曜逝世时，郭曙为右金吾卫将军、祁国公。京城乱，从幸山南，转太府卿。随驾还京，拜左金吾卫大将军。贞元末年，郭曙逝世。